# Henrik Old

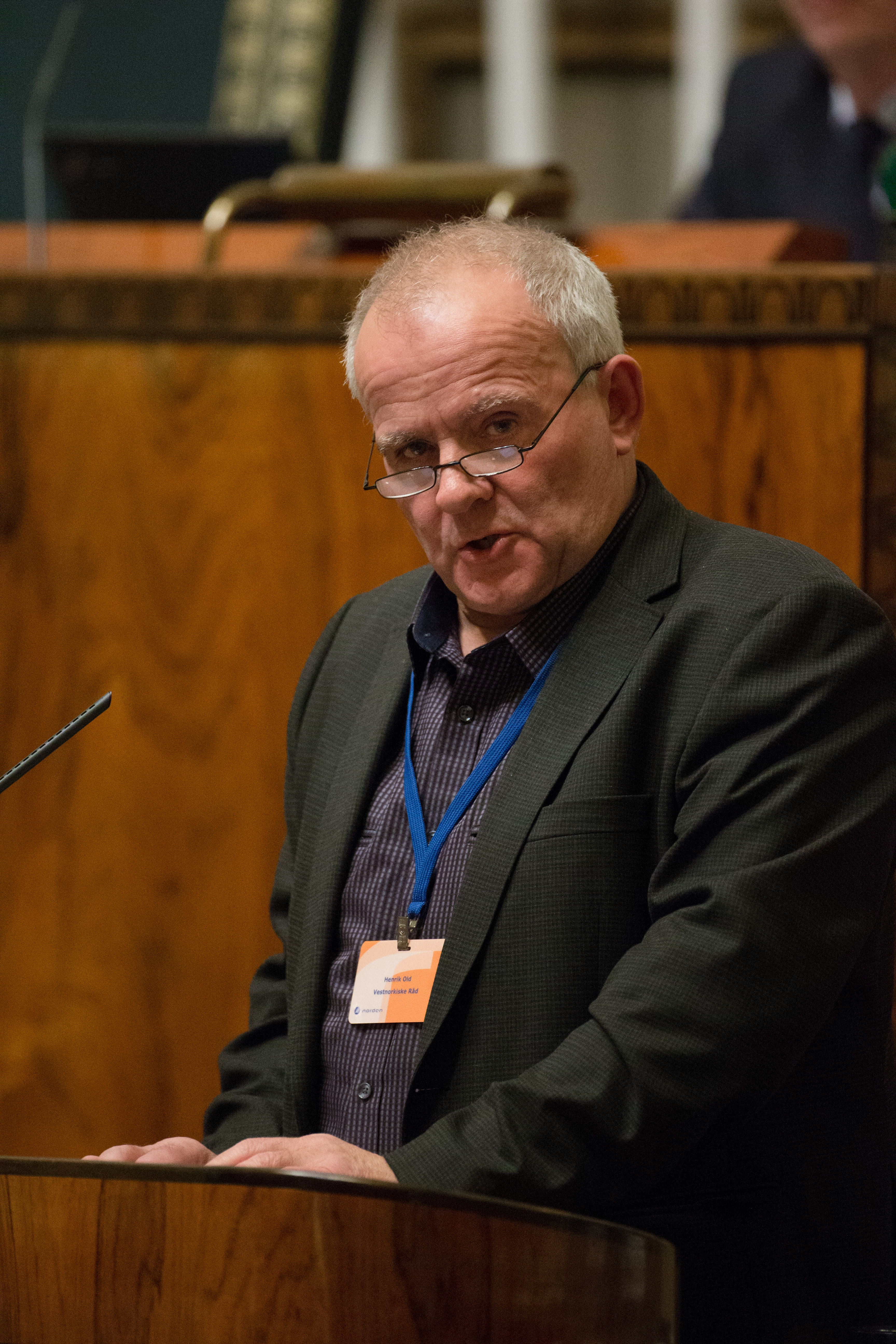
Henrik Old (2012)

Henrik James Frits Old (* 20. Juni 1947 in Vágur, Suðuroy, Färöer) ist ein färöischer Fischereikapitän und Politiker. Er war über lange Jahre Abgeordneter der Sozialdemokraten im Løgting und ist seit Mitte September 2015 färöischer Verkehrsminister.

## Beruf
Henrik Old arbeitete seit 1964 als Fischer und seit 1967 als Fischereikapitän (fiskiskipari).

### Politik
Von 1984 bis 2008 saß er im Løgting und hatte dort unter anderem im Fischereiausschuss den Vorsitz inne. Weiterhin war er über viele Jahre Mitglied im Westnordischen Rat und hatte dort mehrmals den Vorsitz inne. Ende Oktober 2011 wurde er erneut als Abgeordneter in das Løgting gewählt.
Am 1. September 2015 gelang ihm mit 387 persönlichen Stimmen die Wiederwahl als Løgtingsabgeordneter. Am 15. September 2015 wurde er von neuen Ministerpräsidenten Aksel V. Johannesen zum Innenminister in der färöischen Landesregierung ernannt. Vier Tage später wurde das Innenministerium in Verkehrsministerium umbenannt, um das Kerngebiet der Aufgaben besser herauszustellen. Die übrigen Aufgaben des ehemaligen Innenministers wurden dem Gesundheitsministerium von Sirið Stenberg angegliedert. Seitdem ist Hendrik Old Verkehrsminister der Färöer.

## Familie
Henrik Old ist der Sohn von Henrikka (geb. Jacobsen) und Dennis William Connor Old. Nach dem frühen Tod seiner Mutter wuchs bei Inger und Johannes Joensen auf. Verheiratet ist er mit Elsebeth Old (geb. í Gong) und das Paar hat vier Kinder.